# Jacques Monod (Biologe)

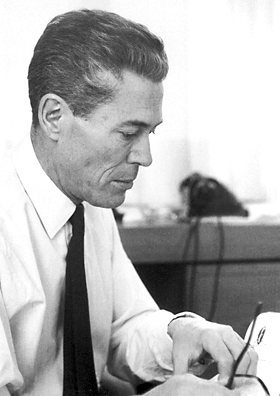
Jacques Monod

Jacques Lucien Monod (* 9. Februar 1910 in Paris; † 31. Mai 1976 in Cannes) war ein französischer Mikrobiologe, Biochemiker, Molekularbiologe und Nobelpreisträger.

## Leben
Monod war der Sohn des Malers Lucien Hector Monod, der aus der von dem aus der Schweiz stammenden reformierter Pariser Pfarrer Jean Monod begründeten Gelehrten- und Künstlerfamilie Monod stammte, und dessen amerikanischer Ehefrau aus Milwaukee. 1917 ließ sich die Familie in Südfrankreich nieder. Dort absolvierte Monod das Gymnasium in Cannes und ging 1928 mit 18 Jahren nach Paris zurück, wo er ein Studium an der Sorbonne begann.
Während seines Studiums waren George Teissier, André Lwoff, Boris Ephrussi und Louis Rapkine seine Lehrer. 1931 beendete Monod sein Studium und wurde Assistent für Zoologie an der naturwissenschaftlichen Fakultät der Universität Paris, wo er 1941 promoviert wurde. Für einige Zeit war er am Californian Institute of Technology (später Caltech). Mit einem Stipendium der Rockefeller-Stiftung konnte Monod seinen Aufenthalt in Kalifornien etwas verlängern.
1938 wieder zurück in Paris, heiratete er die Archäologin und Orientalistin Odette Bruhl. Mit ihr hatte er zwei Söhne, Olivier Monod und Philippe Monod.
Nachdem er sich während des Krieges aktiv an der Résistance beteiligt hatte, kam er unmittelbar danach im Jahr 1945 an das Institut Pasteur. 1967 wechselte er an das Collège de France. Von der Rockefeller University in New York wurde Monod 1970 mit dem Titel Dr. h.c. geehrt. 1971 wurde er zum Direktor des Institut Pasteur berufen.
Jacques Monod starb im Alter von 66 Jahren. Er wurde auf dem Cimetière du Grand Jas in Cannes bestattet.
Ihm zu Ehren trägt ein biologisches Institut am CNRS (Nationales Zentrum für wissenschaftliche Forschung) den Namen Institut Jacques Monod (IJM).

## Werke

### Molekularbiologische Forschung
Ausgehend von der experimentellen Aufklärung des Zuckerstoffwechsels von Bakterien entwickelte er 1949 ein mathematisches Modell zur Vorhersage des Zellwachstums in Abhängigkeit von der Konzentration bestimmter Substrate, die Monod-Kinetik.
Zusammen mit François Jacob entwickelte er das Operon-Modell. Dieses beschreibt den Aufbau prokaryotischer Gene und erklärt, wie deren Aktivität reguliert wird (Genregulation). 1965 erhielt er dafür gemeinsam mit Jacob und André Lwoff den Nobelpreis für Physiologie oder Medizin.
Mit der Allosterie-Theorie leistete Monod 1965 zusammen mit Jeffries Wyman (1901–1995) und Jean-Pierre Changeux wichtige Beiträge auf dem Gebiet der Enzymforschung.

### Philosophische Beiträge
Neben seinen molekularbiologischen Arbeiten befasste sich Monod mit aktuellen philosophischen Fragen seiner Zeit, u. a. mit dem Historischen Materialismus und dem Dialektischen Materialismus, die er beide als eine Vermischung von Fortschrittsgläubigkeit und Animismus ablehnte. Er war mit dem Philosophen Karl Popper befreundet, der ihm 1978 die französische Ausgabe von Die offene Gesellschaft und ihre Feinde widmete.
Gegen Ende seines Lebens verfasste Monod in dem viel beachteten Essay Zufall und Notwendigkeit eine Zusammenfassung seiner Einsichten über die Evolution des Lebens und dessen eventuell verborgenen Sinn.
Monod unterscheidet darin die physische und die kulturelle Evolution des Lebens. Die physische Evolution entstand nach seiner Ansicht aus der zufälligen Selbstorganisation von Atomen und Molekülen bei gegebenen energetischen Gleichgewichtsbedingungen. Die Wechselwirkung dieser verschiedensten Moleküle brachte über einen sehr langen Zeitraum sich selbst vermehrende Zellen mit einem stabilen, programmgesteuerten Stoffwechsel hervor. Während deren Bauplan typischerweise in Form von hoch organisierten Komplexen von Desoxyribonukleinsäure (DNS) realisiert ist, geschieht der Stoffwechsel durch aus der DNS abgeleitete komplexe Proteine, deren spezifische chemische und katalytische Aktivität sich aus der spontanen räumlichen Faltung der linear, in zufälliger Reihenfolge aus Aminosäuren aufgebauten Makromoleküle ergibt. Auf die spezifische Wirkung dieser Proteine bezieht sich der Begriff Notwendigkeit im Titel von Monods Schrift. Geringfügige, zufällige Fehler, die bei der Zellteilung in den Kopien der DNS entstehen, führen zu Varianten der daraus abgeleiteten Proteine. Ein Selektionsprozess entscheidet, welche dieser Varianten in weiteren Generationen der Zellvermehrung erhalten bleiben und damit eventuell einen evolutionären Beitrag liefern. Der Selektionsprozess besteht nach Monod ausschließlich aus der Tatsache, welche Zellvariante unter gegebenen äußeren Bedingungen zahlenmäßig überleben kann.
Zu dieser physischen Evolution trat nach Monod bei der Entstehung des Menschen und seinem durch Sprache und Schrift möglichen generationsübergreifenden Informationsaustausch eine kulturelle Evolution hinzu, die die physische Evolution an Geschwindigkeit erheblich überholt hat. Durch die Macht, die die Intelligenz dem Menschen über die Natur gab, ist er selbst zu seinem ärgsten Feind geworden. Der intraspezifische Kampf auf Leben und Tod kam als neuer Selektionsfaktor hinzu. Die Erkenntnis der eigenen Endlichkeit brachte eine ängstliche Suche nach Mythen über die Stellung des Menschen in der Welt hervor. Aber erst das neue wissenschaftliche Denken, das sich mit der modernen naturwissenschaftlichen Revolution etwa ab dem Jahr 1600 entwickelte, ermöglichte die objektive Wahrheitsfindung. Seither sei nach Monod der „Alte Bund“ aus traditionellen animistischen Wertvorstellungen, die Einheit von Glauben und Wissen, zerbrochen. Der Mensch, ein Produkt des Zufalls, sei endlich aus seinem „tausendjährigen Traum“ erwacht, um „seine totale Verlassenheit, seine radikale Fremdheit zu erkennen“.  „Er weiß nun, dass er seinen Platz wie ein Zigeuner am Rande des Universums hat, das für seine Musik taub ist und gleichgültig gegen seine Hoffnungen, Leiden oder Verbrechen.“ Nach Monod gibt es für den Menschen nur noch eine Pflicht: die Ethik der Erkenntnis, das ständige, vom Zweifel begleitete Suchen nach objektiver Wahrheit. Dieser Pflicht sei der Mensch in freier Wahl ausgesetzt. „Es ist an ihm, zwischen dem Reich [des Wahren] und der Finsternis [der Mythen] zu wählen.“

### Sonstige Aktivitäten
Monod war nicht nur Biologe, sondern auch ein guter Musiker und angesehener Schriftsteller der Wissenschaftsphilosophie. Während des Zweiten Weltkrieges war er, wie sein Halbbruder Philippe Monod (1900–1992), politischer Aktivist und beteiligte sich am militärischen Widerstand der Forces françaises libres gegen das Deutsche Reich. Vorübergehend war er Mitglied der Kommunistischen Partei Frankreichs, aus der er sich jedoch 1948 zur Zeit der Lyssenko-Affäre zurückzog.
Jacques Monod gehörte 1971 neben Simone de Beauvoir und Gisèle Halimi zu den Gründungsmitgliedern der Frauenrechtsorganisation Choisir la cause des femmes.

## Ehrungen
- 1960 – Mitglied der American Academy of Arts and Sciences
- 1962 – Prix Charles-Léopold Mayer
- 1963 – Offizier der Ehrenlegion
- 1965 – Nobelpreis für Physiologie oder Medizin
- 1966 – Ehrenmitglied (Honorary Fellow) der Royal Society of Edinburgh[6]
- 1968 – Mitglied der National Academy of Sciences
- 1969 – Leeuwenhoek-Medaille der Royal Society
- 1969 – Mitglied der American Philosophical Society
- 1970 – Ehrenmitglied der Deutschen Akademie der Naturforscher Leopoldina (Mitglied seit 1964)
- 2006 – Ein Asteroid des inneren Hauptgürtels wird nach ihm benannt: (59388) Monod

## Schriften
- mit François Jacob: Genetic regulatory mechanisms in the synthesis of proteins. In: Journal of Molecular Biology. Band 3, 1961, S. 316–356.
- Zufall und Notwendigkeit. Philosophische Fragen der modernen Biologie. Übers. Friedrich Griese. Piper, München 1971 ISBN 3-492-22290-0; später dtv-TB
(Orig.: Le hasard et la nécessité. Essai sur la philosophie naturelle de la biologie moderne. Le Seuil, Paris 1970).